# 考道尔库蒂区
考道尔库蒂区，是匈牙利绍莫吉州的一个区，总面积531.96平方公里，总人口21021人（2007年1月1日），人口密度39.5人/平方公里。中心城市位于Kadarkút。

## 辖区
考道尔库蒂区包含23个市镇。